# William Smith Hanger Baylor
William Smith Hanger Baylor (7 avril 1831 - 30 août 1862) est un avocat américain et soldat qui a servi en tant que colonel dans l'armée des États confédérés pendant la guerre de Sécession.
Avant la guerre, Baylor commande une compagnie de la milice, la garde d'Augusta ouest, qui devient plus tard la compagnie L du 5th Virginia Infantry. En avril 1862, il est nommé colonel du régiment.
Baylor assume le commandement de la brigade de Stonewall après la mort du brigadier général Charles S. Winder, le 9 août 1862 à Cedar Mountain. Avant la confirmation de sa promotion au grade de brigadier général, Baylor est tué au combat l'après-midi du 30 août 1862 lors de la seconde bataille de Bull Run après avoir pris les couleurs du 33rd Virginia Infanterie et mené bravement sa brigade vers le chemin de fer inachevé dans une charge contre le Ve corps de l'Union. « Aucune reconnaissance plus exaltée de sa valeur et de ses services peuvent être prononcées, et aucun honneur plus élevé ne peut être payé que de déclarer qu'il était digne du commandement de la brigade de Stonewall » - général William B. Taliaferro

## Sources
1. Le  service des parcs nationaux a établi ces dates pour la bataille. Les références de Greene, Hennessy, Salmon, et Kennedy (dont les œuvres sont étroitement alignées sur le NPS) adoptent ces dates. Cependant, toutes les autres références de cet article précisent que l'action du 28 août est une bataille séparée de la seconde bataille de Bull Run. Certains de ces auteurs appellent cette action du 28 août, la bataille de Groveton, Brawner's Farm, ou Gainesville.
2. Herdegen, p. 91–92; Hennessy, p. 173–80; Greene, p. 21; Salmon, p. 147.
3. Salmon, p. 150; Hennessy, p. 339–57; Greene, p. 41–43.
4.  Staunton VA Biographies